# Генеральный округ Горький
Генера́льный о́круг Го́рький (нем. Generalbezirk Gorki, также Ни́жний Но́вгород (нем. Generalbezirk Nischni Nowgorod) — запланированная административно-территориальная единица нацистской Германии в составе рейхскомиссариата Московия с центром в Горьком.

## История
В планах немецкого командования Горький представлялся важным промышленным центром Германии. В нём производилось значительное количество военной техники для нужд фронта. Горький, находившийся в тылу Красной армии, подвергался постоянным бомбардировкам. Среди жителей велась активная немецкая пропаганда и устрашение. Гитлер планировал разрушить оборонную промышленность города и войти в него в сентябре 1941 года. Уничтожению подлежали почти все заводы, кроме Горьковского машиностроительного, который предлагалось переоборудовать под выпуск немецкой техники.

## Административное деление
Генеральный округ должен был состоять из трёх «главных районов» (гауптгебитов, нем. Hauptgebiet), которые, в свою очередь, делились на окружные районы (крайсгебиты, нем. Kreisgebiet):
- Главный район Горький (нем. Hauptgebiet Gorki)[1]
  - Окружной район Горький-штадт (нем. Kreisgebiet Gorki-stadt)
  - Окружной район Горький-ланд (нем. Kreisgebiet Gorki-land)
  - Окружной район Арзамас (нем. Kreisgebiet Arsamas)
  - Окружной район Бор (нем. Kreisgebiet Bor)
  - Окружной район Владимир (нем. Kreisgebiet Wladimir)
  - Окружной район Дзержинск (нем. Kreisgebiet Dserschinsk)
  - Окружной район Муром (нем. Kreisgebiet Murom)

- Главный район Иваново (нем. Hauptgebiet Iwanowo)
  - Окружной район Иваново (нем. Kreisgebiet Iwanowo)
  - Окружной район Ковров (нем. Kreisgebiet Kowrow)
  - Окружной район Суздаль (нем. Kreisgebiet Susdal)
  - Окружной район Шуя (нем. Kreisgebiet Schuja)

- Главный район Ярославль (нем. Hauptgebiet Jaroslawl)
  - Окружной район Вологда (нем. Kreisgebiet Wologda)
  - Окружной район Ростов (нем. Kreisgebiet Rostow)
  - Окружной район Кострома (нем. Kreisgebiet Kostroma)
  - Окружной район Ярославль (нем. Kreisgebiet Jaroslawl)